# Channa bleheri
Channa bleheri là một loài cá lóc. Loài cá này được tìm thấy tại các bang Arunachal Pradesh và Assam, đông bắc Ấn Độ.  Loài này được nuôi làm cá cảnh do màu sắc của nó. Loài cá này dài đến 14,4 cm.

## Hình ảnh

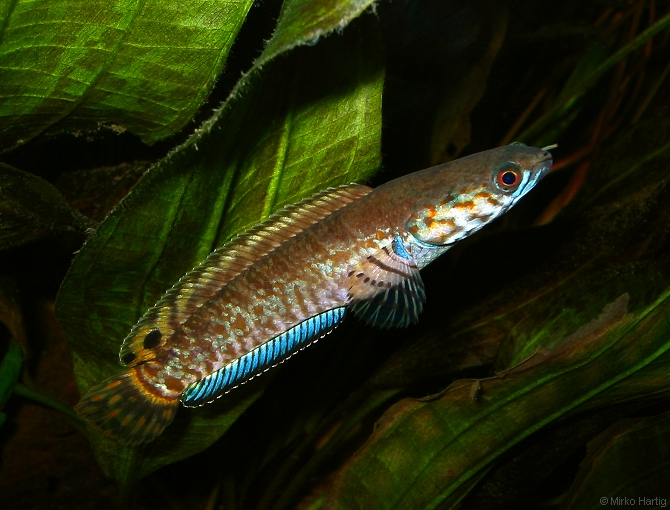